# Монтегроссо
Монтегроссо (фр. Montegrosso, корс. Montegrossu) — коммуна во Франции, находится в регионе Корсика. Департамент коммуны — Верхняя Корсика. Входит в состав кантона Кальви. Округ коммуны — Кальви.
Код INSEE коммуны — 2B167.

## Население
Население коммуны на 2008 год составляло 426 человек.
| 1968 | 1975 | 1982 | 1990 | 1999 | 2008 |
| ---- | ---- | ---- | ---- | ---- | ---- |
| 337  | 223  | 319  | 333  | 354  | 426  |

## Экономика
В 2007 году среди 254 человек в трудоспособном возрасте (15—64 лет) 167 были экономически активными, 87 — неактивными (показатель активности — 65,7 %, в 1999 году было 61,6 %). Из 167 активных работали 134 человека (77 мужчин и 57 женщин), безработных было 33 (10 мужчин и 23 женщины). Среди 87 неактивных 12 человек были учениками или студентами, 36 — пенсионерами, 39 были неактивными по другим причинам.

## Фотогалерея
- Монтегроссо
- Монтегроссо
- Церковь Сан-Виту (св. Вита)
- Церковь San Raineru (св. Райнерия)